# G.R.L.
Pour les articles homonymes, voir GRL.
G.R.L. est un groupe musical féminin américain, originaire de Los Angeles, en Californie. Le groupe est composé de Lauren Bennett, Natasha Slayton et Jazzy Mejia. La formation initiale (à leur début) du groupe était à la base avec Simone Battle, décédée, et Paula van Oppen.
La composition du groupe se composait de Slayton, Bennett, Estrada, Van Oppen, et Simone Battle. Elles ont fait leur première apparition sur la bande originale Les Schtroumpfs 2 avec leur titre Vacation. Elles apparaissent ensuite sur l'un des titres internationaux de Pitbull, Wild Wild Love qui est entré dans le top 40 aux États-Unis, le top 10 au Royaume-Uni, et a été certifié platine par Recording Industry Association of America (RIAA). Leur premier single Ugly Heart a gagné un succès international peu après le décès soudain de Simone Battle. Le groupe continua à quatre, et sortit leur deuxième single Lighthouse en mémoire de Simone. Le groupe se sépare peu de temps après sa sortie, le 2 juin 2015.
Le 18 juin 2016, il a été confirmé par Robin Antin, la reformation du groupe, qui réalisera un nouveau single cet été.

## Histoire

### Formation et débuts (2011–2012)
En mars 2011, Antin organise des auditions pour trouver de nouvelles filles qui remplaceront les membres de The Pussycat Dolls. La nouvelle formation fait ses débuts le 5 février 2012, lors du Super Bowl, dans le cadre de GoDaddy du spot TV annuel, apparaissant avec Danica Patrick. Une photo officielle prise de l'annonce, montre cinq membres : Lauren Bennett (de Paradiso Girls), Paula van Oppen (de Tu crois que tu sais danser et du PCD burlesque show), l'ancienne pom-pom girl Vanessa Curry, Chrystina Sayers (du groupe Girlicious) et Erica Jenkins (des Cowboys de Dallas,).
Mais le 13 avril 2012, le départ de Chrystina Sayers du groupe est annoncé. Puis, en juillet 2012, la future composition du groupe inclurait Bennett et Van Oppen, et de nouveaux membres dont Natalie Mejia (de Girlicious) et Natasha Slayton, confirmant ainsi le retrait de Jenkins du groupe. Mais la formation groupe change encore une fois, car en novembre 2012, il est révélé que, après l'arrivée d'un nouveau membre, Emmalyn Estrada, Mejia ne faisait plus partie du groupe. Dans un communiqué, Mejia annonce l'attente de son premier enfant aux côtés de son époux, et en raison de sa situation, aurait choisi de ne pas poursuivre sa carrière avec le groupe.

### Premier EP et décès de Simone Battle (2013–2014)
En février 2013, Antin annonce officiellement les débuts des jeunes filles comme un nouveau groupe sous le nom de GRL au lieu de remplacer les membres des Pussycat Dolls. A été ajoutée dans le groupe Simone Battle, finaliste de X Factor et le groupe devient un quintet. Le 16 juin, le groupe fait paraître son premier single, Vacation, inclus sur la bande originale du film d'animation Les Schtroumpfs 2.
Le groupe tient ses premiers spectacles le 28 septembre à Westfield Mall Claire, Skokie, en chantant trois chansons de leur album à paraître : Vacation, Girls Are Always Right, et Show Me What You Got. Le groupe confirme, dans une interview, leur collaboration avec Dr. Luke, Max Martin, Cirkut, Darkchild, et Lukas Hilbert sur leur album à paraître courant 2014.
Le 28 janvier 2014, le groupe annonce sur sa page Facebook la présentation du single Show Me What You Got dans la série de compilations (volume 49) de 'Now That's What I Call Music! 49, publié le 4 février aux États-Unis. Peu après, le groupe apparaît dans le single du rappeur Pitbull, intitulé Wild Wild Love, plutôt bien accueilli par la presse spécialisée, et classé dans plusieurs pays. Le groupe sort le 3 juin 2014, son premier single Ugly Heart et est directement certifié double-disque de platine. Il est le seul single extrait du premier EP éponyme GRL qui sort le 29 juillet 2014.
Alors que le groupe est actuellement encore en train de travailler sur son premier album studio et après une tournée à succès donnée à l'étranger, un de ses membres, Simone Battle, décède dans son domicile, dans le quartier de West Hollywood à Los Angeles le 5 septembre 2014,,,. Elle est retrouvée morte par son petit ami dans sa chambre, pendue à une tringle de sa garde-robe. Les causes de ce suicide restent alors méconnues pendant plusieurs jours jusqu'à ce que la famille et proches de l'artiste dévoilent le 10 septembre au service du Los Angeles County Coroner's Department (chargé des enquêtes sur les circonstances du décès des personnes) que Simone avait d'énormes soucis financiers. Les autres membres du groupe lui ont rendu hommage sur Instagram en commentant : « Les mots ne peuvent exprimer à quel point notre perte est douloureuse. Seule la taille de son cœur dépassait l'incroyable talent de Simone. Nous porterons sa mémoire en nous dans tout ce que nous entreprendrons ».

### Lighthouseet séparation (2015)
Le 15 janvier 2015, le groupe sort son second single Lighthouse. Le titre rend hommage à Simone et précède la sortie de l'album. Lighthouse culmine à la 30e place du classement ARIA en Australie, 18e des classements en Nouvelle-Zélande, la 55e des classements au Royaume-Uni et la 24e des classements en Écosse,,,. Avec ce single, le groupe annonce peu après une campagne avec l'association Give an Hour, appelée « GRL Gives an Hour » et consacrée à la sensibilisation aux questions de santé mentale en Amérique,.
Le 10 mars 2015, il a été révélé par le groupe lors de leur performance dans l'émission Sunrise à Hawaï, qu'ils seraient l'acte d'ouverture pour Meghan Trainor et son That Bass Tour pour l'Australie plus tard cette année, qui débute le 27 avril, et se termine le 30 avril.
Le 2 juin 2015, le groupe est officiellement dissous à travers une déclaration de RCA Records, Kemosabe Records, Larry Rudolph et Robin Antin indiquant que : « Près de 9 mois après la mort tragique de Simone Battle, le groupe de filles GRL annonce désormais leur séparation. Nous souhaitons à chacune de ces filles beaucoup de succès dans leurs prochaines activités »,,. Le 4 juin 2015, il est révélé qu'Emmalyn Estrada avait rédigé un courrier à Larry Rudolph et Robin Antin, dans lequel elle annonçait son départ du groupe.

### Retour et nouveaux singles (2016–2021)
Le 15 juin 2016, plus d'un an après que le groupe a annoncé sa dissolution, il a été annoncé que le groupe fera son grand retour et qu'un nouveau single serait dévoilé pour l'été. En juin le groupe a commencé à travailler avec son nouvel agent, Matt Wynter et est prêt à revenir avec la même formation. Il est par la suite annoncé qu'Emmalyn Estrada et Paula van Open ne seront pas de retour lors de la réformation du groupe. Il est également annoncé qu'il n'y aura qu'une seule nouvelle membre, le groupe se composera alors de trois membres.
Le 5 août 2016, le groupe est invité aux 25 Live Center Theatre pour interpréter l'un de leurs tubes Ugly Heart et dévoile ainsi par la même occasion la nouvelle membre du groupe qui n'est autre que Jazzy Mejia, la petite sœur de Natalie Mejia. Le 28 août 2016, le groupe réalise son premier single promotionnel ensemble Kiss Myself. Lors d'une récente[Quand ?] interview avec The New Music Buzz, le groupe confirme que leur prochain single Are We Good? serait le premier single issu de leur prochain album. Le 9 décembre 2016, le groupe sort son premier single, Are We Good?
En janvier 2021, quelques clips de ce qui était censé être la prochaine vidéo musicale du groupe ont été postés sur les comptes Instagram, TikTok et Twitter du groupe, les clips étaient en fait les membres dansant et chantant sur un pot-pourri des singles du groupe. Plus tard dans le mois, le groupe a fait un live Instagram avec Antin et Ziedman confirmant leur retour et leur future nouvelle musique. Ils ont également expliqué pourquoi Mejia n'a pas été invité à ce retour en disant qu'Estrada, van Oppen et le management n'étaient intéressés que par la reformation de la formation originale du groupe. En avril 2021, Ziedman, le manager du groupe, répond à un fan du groupe sur Twitter en expliquant qu'il n'était plus « impliqué » dans le retour du groupe.

## Membres

### Derniers membres
- Lauren Bennett (2013–2021)
- Natasha Slayton (2013–2021)
- Jazzy Mejia (2016–2021)

### Anciens membres
- Simone Battle (2013–2014)
- Emmalyn Estrada (2013–2015)
- Paula van Oppen (2013–2015)

## Discographie

### EP
- 2014 : GRL (RCA Records)

### Singles
| Titre                                             | Année | Classement | Classement | Classement | Classement | Classement | Classement | Classement | Classement | Classement | Classement | Certification                                                           | Album             |
| Titre                                             | Année | US         | AUS        | BEL        | IRE        | P-B        | NOR        | N-Z        | ÉCO        | SUE        | UK         | Certification                                                           | Album             |
| ------------------------------------------------- | ----- | ---------- | ---------- | ---------- | ---------- | ---------- | ---------- | ---------- | ---------- | ---------- | ---------- | ----------------------------------------------------------------------- | ----------------- |
| Vacation                                          | 2013  | —          | —          | —          | —          | —          | —          | —          | —          | —          | —          |                                                                         | Les Schtroumpfs 2 |
| Ugly Heart                                        | 2014  | 107        | 2          | 21         | 2          | 84         | 17         | 3          | 5          | 7          | 11         | - ARIA : 4× Platine - BPI : Or - IFPI SWE : 2× Platine - RMNZ : Platine | G.R.L.            |
| Lighthouse                                        | 2015  | —          | 30         | —          | 59         | —          | —          | 18         | 24         | —          | 55         | - RMNZ: Or                                                              | NC                |
| Are We Good                                       | 2017  | —          | —          | —          | —          | —          | —          | —          | —          | —          | —          |                                                                         |                   |
| « — » montre qu'aucun classement n'a été atteint. |       |            |            |            |            |            |            |            |            |            |            |                                                                         |                   |

#### Collaborations
| Titre                              | Année | Classements | Classements | Classements | Classements | Classements | Classements | Classements | Album         |
| Titre                              | Année | É-U.        | AUS         | CAN         | FRA         | IRL         | N-Z.        | R-U.        | Album         |
| ---------------------------------- | ----- | ----------- | ----------- | ----------- | ----------- | ----------- | ----------- | ----------- | ------------- |
| Wild Wild Love (Pitbull feat. GRL) | 2014  | 30          | 10          | 22          | 90          | 34          | 25          | 6           | Globalization |

#### Singles promotionnels
| Titre                | Année | Album |
| -------------------- | ----- | ----- |
| Show Me What You Got | 2014  | GRL   |
| Kiss Myself          | 2016  |       |

## Tournées
- 2015 : That Bass Tour (de Meghan Trainor) (en première place)